# Lagoa Mirim
La Laguna Mirim (in portoghese: Lagoa Mirim, in spagnolo: Laguna Merín) è una grande laguna che si estende per 3.994 km² sul confine meridionale dello Stato brasiliano del Rio Grande do Sul con le regioni orientali dell'Uruguay. Come la sua più grande vicina, la Lagoa dos Patos a nord, la Lagoa Mirim è separata dall'Oceano Atlantico da una stretta penisola sabbiosa in parte spoglia di vegetazione.
La Lagoa Mirim è collegata con la Lagoa dos Patos attraverso un canale navigabile: il Canale di São Gonçalo. La Lagoa Mirim non ha alcun collegamento diretto con l'Atlantico. La parte meridionale della laguna si trova in territorio uruguayano, ma la sua navigazione, come stabilito da un trattato, appartiene esclusivamente al Brasile.
Entrambe le lagune sono evidentemente i resti di un'antica depressione che con il tempo è stata separata dal mare da una linea di costa sabbiosa che si è costituita con l'azione combinata del vento e del mare. Si trovano allo stesso livello dell'oceano, e le loro acque sono salmastre.
Il fiume Jaguarão (o Yagurarón), che fa parte della linea di confine tra Brasile e Uruguay, sfocia nella Lagoa Mirim, ed è navigabile fino alla città di Jaguarão.